# La Piste du Grand Nord
La Piste du Grand Nord est la sixième histoire de la série Jerry Spring de Jijé. Elle est publiée pour la première fois du no 944 au no 955 du journal Spirou. Puis elle est publiée dans l'album éponyme en 1958, qui comprend aussi une histoire plus courte (20 planches), sur un scénario de René Goscinny : L'Or du vieux Lender.

## Univers

### Synopsis
Jerry Spring, qui porte désormais la plaque de marshal fédéral, se rend en compagnie de Pancho dans un pénitencier de l'Ouest pour interroger un détenu dans le cadre d'une de ses enquêtes. Un autre convict, nommé Hawkins, profite de sa présence pour le supplier de l'aider : condamné à perpétuité un an auparavant pour un meurtre commis près de la frontière canadienne, il se prétend innocent et demande à Jerry de reprendre l'enquête. Il affirme avoir été piégé par deux inconnus rencontrés sur la piste, un métis à la voix criarde et un grand rouquin avec une cicatrice au poignet. Jerry, convaincu de la sincérité d'Hawkins, lui promet de rechercher des preuves de son innocence.
Jerry et Pancho se rendent d'abord à la ferme d'Hawkins, au pied des Big Horn Mountains, où la femme et le jeune fils du condamné survivent tant bien que mal, aidés par les Indiens des environs qui les ont pris en amitié. Ayant rassuré la famille, Jerry commence son enquête en interrogeant les Indiens du coin, qui connaissent bien le métis décrit par Hawkins : un personnage peu recommandable, du nom de Joseph-le-Fou.
Tandis que Jerry fait un aller-retour rapide dans l'est pour demander à ses supérieurs de rouvrir officiellement l'enquête, Pancho parcourt consciencieusement tous les saloons de la région pour tenter de retrouver le métis, décrit comme un pilier de bar. Ils finissent par le retrouver mais, au cours de la fusillade déclenchée par leur tentative d'arrestation, Joseph-le-Fou est abattu par un tireur embusqué qui réussit à prendre la fuite en direction de la frontière canadienne.
Désormais certains que le fuyard est le deuxième homme décrit par Hawkins, qui a abattu son complice pour l'empêcher de parler, Pancho et Jerry suivent sa piste jusque "chez les Anglais" (au Canada). Un sergent de la  police montée leur confie un traineau, des chiens et un équipement plus adapté au climat local. Grâce à cela, et malgré les jérémiades de Pancho qui ne comprend pas qu'un tel pays puisse exister, ils poursuivent leur chasse à l'homme à travers les paysages glacés des Rocheuses canadiennes.
Un matin, ils sauvent la vie d'un trappeur indien attaqué par une meute de loups. L'homme, nommé Loup-Rouge, leur raconte qu'il a été dépouillé et abandonné deux jours plus tôt par un homme blanc aux cheveux roux qui allait vers le nord. Pour remercier ses sauveteurs, l'Indien accepte de guider Jerry sur sa piste, tandis que Pancho, jugé trop gras pour la randonnée à ski épuisante qui les attend, est prié de les attendre sur place.
Jerry et Loup-Rouge parviennent à rattraper le fuyard après deux jours de chasse sans répit. Pour être certain qu'il s'agit bien de l'homme décrit par Hawkins, Jerry lui fait retirer ses gants et constate qu'il porte bien une cicatrice en étoile au poignet droit. De plus, il s'est troublé en entendant prononcer le nom de Joseph-le-Fou. En compagnie de Pancho, ils ramènent leur prisonnier aux États-Unis, où il aura toutes les chances d'être pendu.
Deux semaines plus tard, Robert Hawkins, l'ancien convict à l'innocence reconnue, est de retour auprès de sa femme et de son fils, dans sa ferme au pied des Big Horn Mountains.

### Personnages
Jerry Spring : le principal héros de l'histoire. Jeune homme aux allures de cow-boy, monté sur un magnifique cheval nommé Ruby, qui n'accepte aucun autre cavalier que lui. Courageux, loyal, fidèle en amitié, il est toujours prêt à redresser les torts, à rétablir la justice et à se porter à l'aide de qui en éprouve le besoin. Dans cet épisode, et pour la première fois, il porte l'insigne de marshal fédéral (U.S. Deputy Marshal).
Pancho dit El Panchito : mexicain rondouillard, il est l'ami indéfectible de Jerry Spring, même si les initiatives aventureuses de ce dernier le laissent parfois perplexe. Il aime la sieste et la tequila, mais peut aussi à l'occasion s'avérer un redoutable combattant.
Robert Hawkins : honnête fermier injustement accusé d'un meurtre.
Petit-Loup et Daim-Rouge : deux guerriers Indiens qui ont pris sous leur protection la famille Hawkins.
Joseph-le-Fou : un bois-brûlé (métis) hargneux, pilier de bar avéré et personnage peu recommandable.
Sergent Sheridan : membre de la  police montée canadienne.
Loup-Rouge : trappeur indien, expert pour survivre dans les paysages glacés des Rocheuses canadiennes.

### Anecdotes
- Dans cet épisode, Jerry Spring se présente pour la première fois comme marshal fédéral (U.S. Deputy Marshal), sans que l'on sache très bien quand et à quelle occasion il a acquis ce statut. Lors d'un "raccourci" scénaristique très rapide et assez tiré par les cheveux (2 vignettes page 12), on voit à nouveau apparaître le personnage de James Elliott, et l'auteur nous laisse imaginer qu'il est probablement un des supérieurs de Jerry, sans donner la moindre précision sur la fonction de ce personnage assez mystérieux.

- On y voit aussi Jerry brandir à plusieurs reprises une arme à feu, ce qui est finalement assez rare au cours de ses aventures. Bien entendu et comme toujours, pas la moindre victime humaine : Jerry tire sur des loups, et lorsqu'il se sert de son fusil contre un homme, c'est seulement pour flanquer un grand coup du canon de l'arme dans la figure du criminel qu'il va arrêter.

- Comme souvent, Jije ne situe pas précisément l'action de son récit, mais il donne pourtant cette fois quelques références géographiques. La ferme des Hawkins se trouve "au pied de la Big Horn Mountain" et "au bord de la North Fork River". Le procès de Robert Hawkins a eu lieu dans la ville de Browning. Mais cela reste quand même très flou : il existe bien un massif des Big Horn au Wyoming, et une petite ville nommée Browning au Montana, non loin de la frontière canadienne, ce qui semble cohérent. Par contre, aucune trace de la rivière North Fork, en tout cas dans ce loin-là…